# Komm, süßer Tod
Pour le film de Mario Caiano, voir Liebesvögel.
Série
Silentium!
(2004)
Pour plus de détails, voir Fiche technique et Distribution.
Komm, süsser Tod ("Viens, douce Mort" en français ou Vienne la mort, nom du roman de Wolf Haas dont le film est l'adaptation) est un film autrichien réalisé par Wolfgang Murnberger sorti en 2000. Le titre fait référence à la liste des airs spirituels de Jean-Sébastien Bach, "Komm süßer Tod, komm selge Ruh! (Venez mort douce, venez paix bienheureuse !)" (BWV 478).

## Synopsis
Simon Brenner, ancien policier devenu détective privé, est bénévole dans l'association "Les Sauveteurs de la Croix". La concurrence de la "Ligue de Sauvetage" leur chipe de plus en plus de blessés, afin de recevoir plus d'argent de la ville de Vienne. Ensemble avec son collègue Berti, il roule à travers les rues de Vienne pour amener la victime à l'hôpital le plus rapidement possible.
Une nuit, alors que les collègues Munz et Gross, viennent de terminer une mission, Gross passe discrètement devant un bureau et assassine Stenzl et Irmi, le directeur administratif et une employée, en plein rapport sexuel. Gross est vite accusé, mais on le retrouve également mort.
Brenner revoit Clara, une ancienne camarade d'école. Agacé par Berti et pour impressionner Clara, Brenner se décide d'un air grognon à enquêter sur ces meurtres. Peu à peu, il découvre l'horrible vérité sur la concurrence féroce entre les secouristes entre les ONG et sur l'"unité spéciale" des Sauveteurs de la Croix. Il reçoit l'aide précieuse de Heinz Jäger, un ancien employé des Sauveteurs, en fauteuil roulant depuis un prétendu accident.

## Fiche technique
- Titre : Komm, süsser Tod
- Réalisation : Wolfgang Murnberger assisté de Nadja Lang
- Scénario : Wolf Haas, Josef Hader, Wolfgang Murnberger
- Musique : Sofa Surfers
- Direction artistique : Andreas Donhauser, Renate Martin
- Costumes : Martina List
- Photographie : Peter von Haller (de)
- Son : Karoline T. Heflin
- Montage : Evi Romen
- Production : Danny Krausz, Kurt Stocker
- Sociétés de production : Dor Film
- Société de distribution : Filmladen (de)
- Pays d'origine :  Autriche
- Langue : allemand
- Format : Couleurs - 1,85:1 - Dolby SR - 35 mm
- Genre : Thriller
- Durée : 108 minutes
- Dates de sortie :
  -  Autriche : 22 décembre 2000.
  -  Allemagne : 20 septembre 2001.

## Distribution
- Josef Hader: Simon Brenner
- Simon Schwarz: Berti
- Barbara Rudnik: Klara
- Karl Markovics: Heinz Jäger
- Bernd Michael Lade (de): Gross (Piefke)
- Reinhard Nowak: Munz
- Jutta Unterlercher (de): Irmi
- Andreas Sobik: Stenzl
- Nina Proll: Angelika Lanz
- Michael Schönborn (de): Junior
- Ingrid Burkhard: Rosi du snack
- Reinhard Simonischek: Lanz

## Histoire
Le roman dont est tiré le film s'inspire de trois associations d'ambulance à Vienne : la Wiener Berufsrettung (municipale), la Croix-Rouge (de) et les Samaritains (de). Dans les fictions, les deux dernières portent le nom de "Sauveteurs de la Croix" et de "Ligue de Sauvetage".